# 張秉龍
張 秉龍（ジャン・ビンロン、1994年9月11日 - ）は、中国の男子バレーボール選手である。

## 来歴
中国の北京出身。
2013年より北京自動車でプレー。3シーズンプレーし、2013/14シーズン、中国スーパーリーグで優勝を果たした。2016年、天津に移籍。
2017年、中国代表に選出され、アジア選手権に出場。2018年、世界選手権に出場した。同年、北京自動車に復帰。2019年、アジア選手権に出場。
2020年東京オリンピックの大陸間予選に出場。
2021年、アジア選手権に出場し、チームは銅メダルを獲得した。
2022年、日本のV.LEAGUE DIVISION1(V1)に所属する東京グレートベアーズに入団した。同チームで1シーズンプレーした。
2024年、韓国Vリーグのアジアクォータートライアウトを受け、安山OK金融グループ・ウッメンからのドラフト指名を受け入団。しかし、シーズン途中で負傷による長期欠場となり、2025年1月に浜田翔太との入れ替わりで契約解除となった。

## 球歴
- 中国代表（2017年-）
  - バレーボール世界選手権 - 2018年、2022年
  - ネーションズリーグ - 2018年、2022年
  - アジア選手権 - 2017年、2019年、2021年

## 所属チーム
- 北京自動車 (zh) （2013-2016年）
- 天津（2016-2018年）
- 上海金色年華 (zh) （2018年）
- 北京自動車 (zh) （2018-2022年）
- 東京グレートベアーズ （2022-2023年）
- 北京自動車 (zh) （2023-2024年）
- 安山OK金融グループ・ウッメン（2024-2025年）